# Bisdom Sacramento

Het bisdom Sacramento (rood) binnen de staat Californië

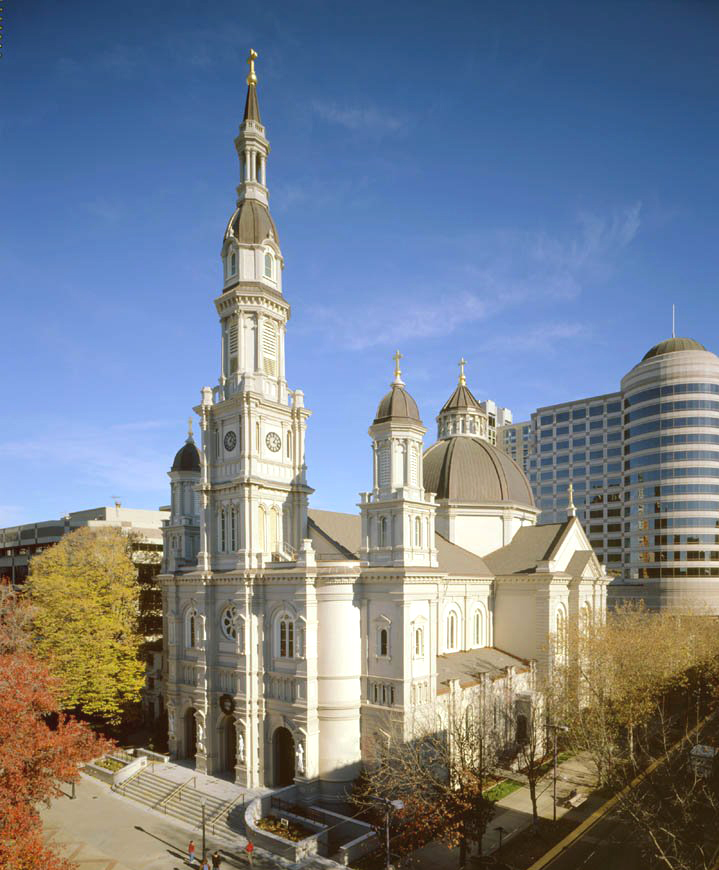
De kathedraal van het Heilig Sacrament in Sacramento

Het bisdom Sacramento (Latijn: Dioecesis Sacramentensis) is een rooms-katholiek bisdom met als zetel Sacramento in Californië. Het is een suffragaan bisdom van het aartsbisdom San Francisco. Het bisdom werd opgericht in 1886.
In 2020 telde het bisdom 102 parochies. Het bisdom heeft een oppervlakte van 110.326 km2 en telde in 2020 3.753.096 inwoners waarvan 27,9% rooms-katholiek was. 

## Geschiedenis
De eerste Mis werd opgedragen in Sacramento door de dominicaan Peter Augustine Anderson in 1850. Dit was toen nog in een private woning. In 1860 werd het apostolisch vicariaat Marysville dat Noord-Californië en het grootste deel van Nevada omvatte. In 1868 werd dit het bisdom Grass Valley met bisschopszetel in Marysville. In 1886 werd het bisdom Sacramento opgericht, dat toen nog een groter gebied omvatte. De eerste bisschop was de Ierse immigrant Patrick Manogue, die nog goudzoeker in Californië was geweest voor hij in Parijs zijn priesterstudies aanvatte. Bisschop Manogue zette zich in voor de bouw van de kathedraal van het Heilig Sacrament. De eerste katholieke gemeenschappen bestonden voornamelijk uit Ierse immigranten, maar daar kwamen in de eerste decennia van het bestaan van het bisdom ook immigranten uit Duitsland, Italië, Portugal en Kroatië bij, die elk hun eigen kerken oprichtten. Bisschop Weigand opende in 2003 de derde diocesane synode, maar werd ook geconfronteerd met gevallen van seksueel misbruik door geestelijken, waarvoor hij nieuwe richtlijnen en procedures uitwerkte.

## Bisschoppen
- Patrick Manogue (1886-1895)
- Thomas Grace (1896-1921)
- Patrick Joseph James Keane (1922-1928)
- Robert John Armstrong (1929-1957)
- Joseph Thomas McGucken (1957-1962)
- Alden John Bell (1962-1979)
- Francis Anthony Quinn (1979-1993)
- William Keith Weigand (1993-2008)
- Jaime Soto (2008-)

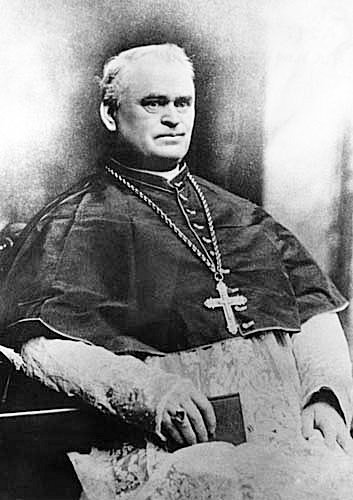
Patrick Manogue
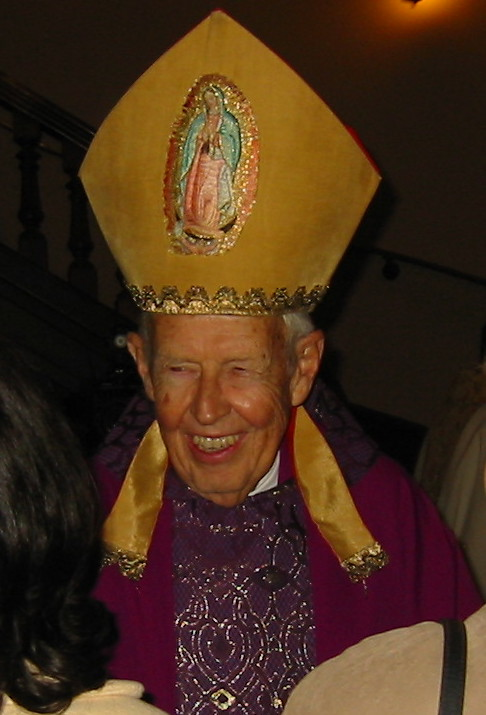
Francis Anthony Quinn
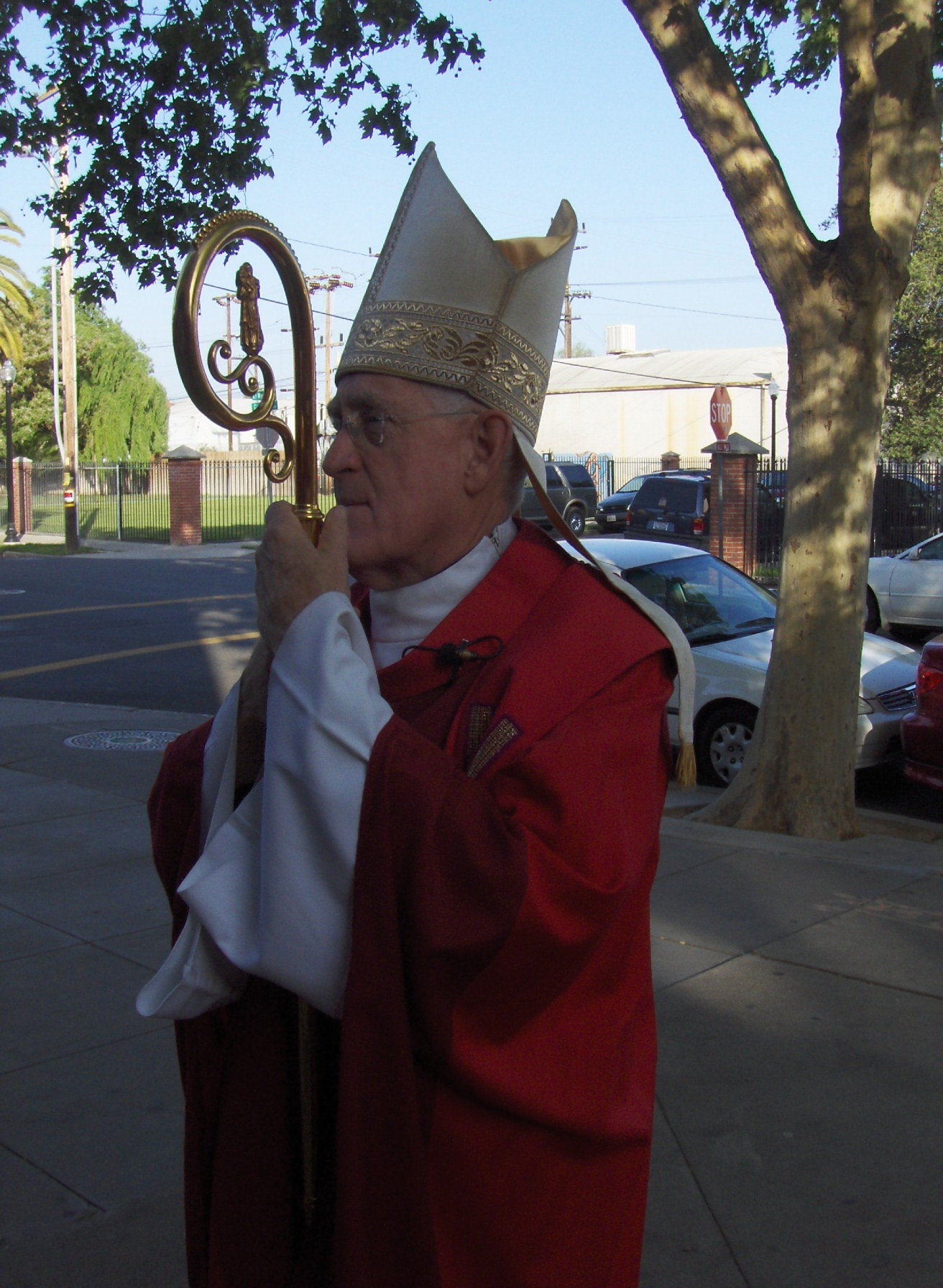
William Weigand
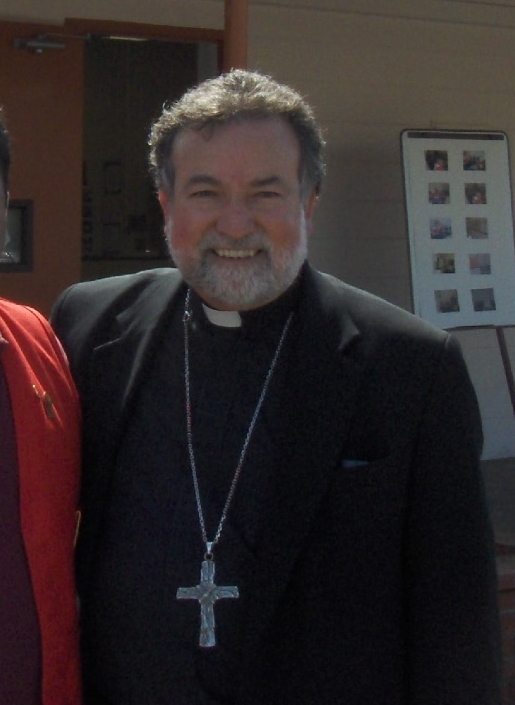
Jaime Soto